# Філіпп Кан
Філіпп Кан (фр. Philippe Kahn; 16 березня 1952) — розробник інноваційних технологій, підприємець, творець першого рішення для миттєвого обміну фотографіями в мережах загального користування, а перша передана таким чином фотографія його маленької дочки увійшла до збірки «100 фотографій, які змінили світ» журналу LIFE.
Заснував три технологічні компанії: Fullpower Technologies, LightSurf Technologies і Starfish Software. Він також один з перших співробітників, а пізніше власник Borland. Кан є автором кількох десятків патентів в галузі смартфонів, бездротового зв'язку, синхронізації, медичних технологій.

## Біографія
Кан виріс в Парижі, народився в сім'ї небагатих єврейських іммігрантів. Його мати вижила в Освенцимі, була скрипалькою і лейтенантом французького Опору, його батько — механік-самоучка.
Кан навчався в Швейцарській вищій технічній школі Цюріха і в університеті Ніцци - Софії Антиполіс. Отримав ступінь магістра в галузі математики. Він також отримав ступінь магістра в галузі музикознавства та класичної гри на флейті в Цюріхській консерваторії у Швейцарії. Будучи студентом, Кан розробив програмне забезпечення для MICRAL, першого персонального комп'ютера на основі мікропроцесора.
Кан заснував чотири компанії-розробника програмного забезпечення: FullPower Technologies в 2003 році, LightSurf Technologies в 1998 році, Starfish Software в 1994 році й Borland в 1982 році.
Технології його компанії Fullpower використовуються в треккерах фізичної активності Nike +, Jawbone та ряді інших продуктів.

## Borland (1982-1994): компілятори та інструменти
Кан був генеральним директором Borland з 1982 по 1994,  коли Borland був конкурентом Microsoft. Borland вироблявкомпілятори  мов програмування, таких як Turbo Pascal.  Кан був президент, генеральний директор і голова Borland. Без венчурного капіталу, взявши Borland без доходів привів його до обігу в $ 500 млн. Кан і рада директорів Borland прийшли до розбіжностей про те, як сфокусувати компанію і в січні 1995 року, Кан був змушений піти у відставку з поста генерального директора. 

## Особисте життя
Кан одружений з Сонею Лі, яка є співзасновником Fullpower Technologies, LightSurf і Starfish Software, і з якою у нього є дочка. Кан має трьох дітей від попереднього шлюбу.